# Munchhausen
Munchhausen település Franciaországban, Bas-Rhin megyében. Lakosainak száma 799 fő (2022. január 1.). Munchhausen Mothern, Seltz és Wintzenbach községekkel határos.

## Népesség
A település népességének változása:
| Lakosok száma | 702  | 703  | 740  | 763  | 793  | 802  | 811  | 812  | 799  |
|               | 2013 | 2015 | 2016 | 2017 | 2018 | 2019 | 2020 | 2021 | 2022 |